# Tussy II
Das Fährfahrzeug Tussy II übernimmt seit 1998 den Betrieb auf der seit 1853 auf dem Caputher Gemünde bestehenden Fähre Caputh. Als Caputher Gemünde wird ein Teilabschnitt der Potsdamer Havel zwischen den Ortschaften Caputh und Geltow, die heute Ortsteile der brandenburgischen Gemeinde Schwielowsee sind bezeichnet.

## Geografie
Die Havel weitet sich in ihrem Verlauf zu zahlreichen Seen auf und bildet immer wieder Buchten. Im Besonderen gilt dies für den Abschnitt zwischen Berlin und Brandenburg an der Havel, in dem auch der Templiner See und der Schwielowsee liegen. Am südlichen Ende des Templiner Sees verengt sich die Havel wieder zum ausgeprägten Flusslauf von etwa 50 Metern Breite, bevor sie sich nach einigen hundert Metern in eine Bucht nach Südwesten hin ausweitet, die den Schwielowsee bildet, und in einem sich weitenden Bett nach Norden abfließt. Dieses Havelstück mit den beiden Mündungsstellen sowie das einfassende Gelände wird als das Caputher Gemünde bezeichnet. Bis zum Bau des Sacrow-Paretzer Kanals (1875) mussten alle Schiffe zwischen Berlin und Brandenburg diese Engstelle überwinden, so dass ein Lotse benötigt wurde, den es dort bis 1880 gab. Während die Schifffahrt auf der Havel von der Seenartigkeit des Flusses profitierte, sind die weit auseinanderliegenden Uferseiten von Land her naturgemäß nur schwer zu überwinden. Engstellen wie das Gemünde eignen sich dafür noch am ehesten, weshalb in Caputh bereits im 18. Jahrhundert die Möglichkeit des Übersetzens mit einem Handkahn durch einen gewissen Andreas Mahlow geschaffen wurde.

## Anfänge des Fährbetriebs
Im Jahr 1843 stellte der Gutsbesitzer von Thümen beim Königlichen Landamt einen Antrag zum Bau einer Fährstelle. Die Fähranstalt sollte hierbei auf dem Grundstück des Schiffers Wilhelm Bastian verlaufen. Dieser beantragte daher selbst die Genehmigung zum Betrieb und stellte hohe Forderungen, so dass der Finanzminister der Königlichen Regierung nach einer Alternative zu Bastian suchte. Die Suche blieb jedoch erfolglos. Am 20. Februar 1853 wurde der Fährbetrieb aufgenommen.

## Beschaffenheit der Fähre
Die Wagenfähre bestand zunächst aus Holz und wurde mit Rudern, Stakstangen und Keulen bewegt, die in ein Führungsseil eingehängt wurden. Später kam ein Spill hinzu. Erst 1928 war die Fähre motorisiert. Zwar wurde im Zweiten Weltkrieg ein neuer Fährprahm aus Stahl gebaut, die Fähre jedoch zum Kriegsende mit Rückzug der deutschen Truppen nach Geltow mit letzter Handlung gesprengt, so dass nach dem Krieg zunächst wieder ein Handkahn zum Einsatz kommen musste. Später wurde eine neue Fähre gebaut.

## Ausrüstung
Der Fährkörper besitzt drei wasserdichte Abteilungen. Weiterhin gehören zur Ausrüstung der Fähre ein zugelassenes Radargerät und eine Motorlenzpumpe. An Rettungs- und Sicherheitsmitteln befinden sich an Bord zwei Handfeuerlöscher, drei Rettungsringe, 50 Einzelrettungsmittel, eine Wurfleine und ein Verbandkasten. Dem Fährführer steht eine moderne Rettungsweste zur Verfügung.

## Fähre Caputh heute
Die Fähre Caputh wird noch immer von den Nachfahren Wilhelm Bastians betrieben. Seit 1998 kommt das Schiff  Tussy II zum Einsatz. Den Auftrag für den Bau und die Lieferung der Fähre erhielt die Werft in Berlin am 27. Dezember 1997. Mit diesem Bau wurde das alte Fährschiff Tussy ersetzt, die nicht mehr den heutigen Anforderungen in technischer und wirtschaftlicher Hinsicht entsprach. Gleichzeitig wurden die Zu- und Abfahrten an beiden Uferseiten dieser traditionsreichen Fährverbindung über die Havel zwischen Caputh und Geltow erneuert. In die Landanlagen wurden auch die neu gestalteten hydraulischen funkferngesteuerten Auffahrtrampen für die Fähre integriert. Bei der Fähre handelt es sich um ein altes bewährtes Fährkonzept, den Seilantrieb, in Verbindung mit modernster Technik. Die Fähre gilt als Touristenattraktion Capuths. Durch sie ist es noch immer über drei Stahlseile mit dem Nachbarort Geltow über die Havel hinweg verbunden. Der Umweg zwischen den Orten über Ferch im Westen oder über Potsdam im Osten würde jeweils 20 km betragen. Fußgänger können das Caputher Gemünde auch über den Fußweg auf der etwa 600 Meter südlich gelegenen Eisenbahnbrücke der Bahnstrecke Jüterbog–Nauen (Umgehungsbahn) überqueren.

## Trivia
Im Dezember 1998 fuhr ein BMW-Fahrer aus Hamburg nachts ins Wasser, weil sein Navigationssystem keinen Hinweis auf die Fähre gab und die vorhandenen Zeichen nicht beachtet wurden.